# Высокая Гора (Вологодская область)
Высокая Гора — деревня в Белозерском районе Вологодской области.
Входит в состав Визьменского сельского поселения, с точки зрения административно-территориального деления — в Визьменский сельсовет.
Расположена на левом берегу реки Визьмы. Расстояние по автодороге до районного центра Белозерска составляет 58 км, до центра муниципального образования деревни Климшин Бор — 4 км. Ближайшие населённые пункты — Визьма, Климшин Бор, Пронево.
Население по данным переписи 2002 года — 22 человека (9 мужчин, 13 женщин). Всё население — русские.